# Millwall Football Club
O Millwall Football Club é uma equipe de futebol da cidade de Londres, capital da Inglaterra, fundado em 1885 por trabalhadores da fábrica de geleias JT Morton, em sua maioria escoceses, próxima ao Rio Tâmisa. 
Seu uniforme é composto por camisas azuis, calções brancos e meias azuis e seus torcedores são conhecidos como leões. Seu estádio é o The New Den, com capacidade para 20.146 espectadores, inaugurado em 4 de agosto de 1993, em amistoso internacional contra o Sporting Clube de Portugal, em substituição ao antigo estádio The Den. O New Den foi o primeiro estádio inglês a cumprir os requisitos do Relatório Taylor, a determinar medidas de segurança para prevenir tragédias como o desastre de Hillsborough, com assentos e sem alambrados - e, no caso do clube, com laterais do campo abertas para facilitar a eventual entrada de viaturas policiais.
O Millwall já foi campeão da Segunda, Terceira e Quarta Divisão inglesa, mas apesar disto, talvez a maior glória deste clube tenha sido chegar a final da Copa da Inglaterra em 2004. Apesar de ter perdido esta final para o Manchester United, já garantido na  Liga dos Campeões da UEFA, o Millwall automaticamente classificou-se para a Taça UEFA, sua primeira competição europeia oficial, sendo eliminado na primeira rodada pelo Ferencváros, da Hungria.
Entre 1988 e 1990, o Millwall disputou a primeira divisão inglesa, e desde 1991 está entre a segunda e terceira divisão. Na Temporada 1988-89 alcançou o décimo lugar, sua melhor colocação na primeira divisão.
Um dos cantos da torcida do Milwall é "No one likes us, we don't care", que significa "Ninguém gosta de nós, e não nos importamos". Os torcedores do Millwall têm fama de serem os mais brigões de Londres, estigma que data desde a década de 1960, antes mesmo do termo hooliganismo existir. Em 2017, no entanto, um típico torcedor do clube, Roy Larner, virou um reconhecido herói em meio aos atentados de junho ao, desarmado, atrair sozinho contra si alguns terroristas berrando-lhes palavrões de desdém ao perigo que os extremistas representavam, pois seria torcedor do Millwall. Sofreu oito facadas, inclusive na cabeça, mas sobreviveu sem maiores sequelas e permitiu que potenciais vítimas escapassem.

## História
Início e localização (1885-1919)

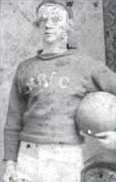
O primeiro kit do Millwall Rovers, usado pelo secretário do clube Jasper Sexton em 1885.

O Millwall Rovers foi formado pelos trabalhadores da fábrica de conservas JT Morton na área da Isle of Dogs , no East End de Londres em 1885. Fundada em Aberdeen em 1849, a empresa abriu a sua primeira fábrica de conservas e alimentos na Inglaterra nas docas de Millwall, em 1872, e atraiu uma força de trabalho de todo o país, incluindo a costa leste da Escócia, principalmente da cidade de Dundee.
O secretário do clube, Jasper Sexton, tinha dezessete anos de idade, filho do proprietário do "The Islander pub" em Tooke Street, onde o Millwall fazia as suas reuniões. O primeiro jogo do Millwall Rovers foi em 3 de outubro de 1885, contra o Fillebrook, uma equipe que jogava em Leytonstone , no entanto a equipe recém-formada do Milwall foi batida por 5-0.

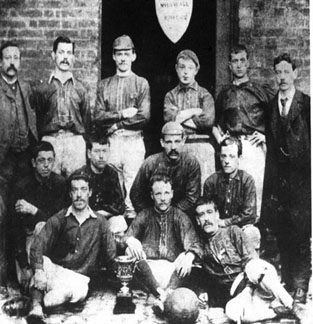
Millwall Rovers com o East London Copa de 1887.

Entre 1886 e 1890, o Millwall Rovers jogou no terrreno atrás do pub Lord Nelson, na Isle of Dogs.
Em abril de 1889, uma resolução foi aprovada pelo Millwall, para tirar o "Rovers" de seu nome e o clube foi rebatizado agora com o nome de Millwall Athletic, inspirado pela mudança para sua nova casa. Tornou-se um dos membros fundadores da Liga de Futebol do Sul (Southern League), e foi vencedor nos dois primeiros anos de sua existência, sendo vice-campeão no terceiro. O Millwall Athletic também foi campeão da Liga de Futebol Ocidental (Western League) em 1908 e 1909.

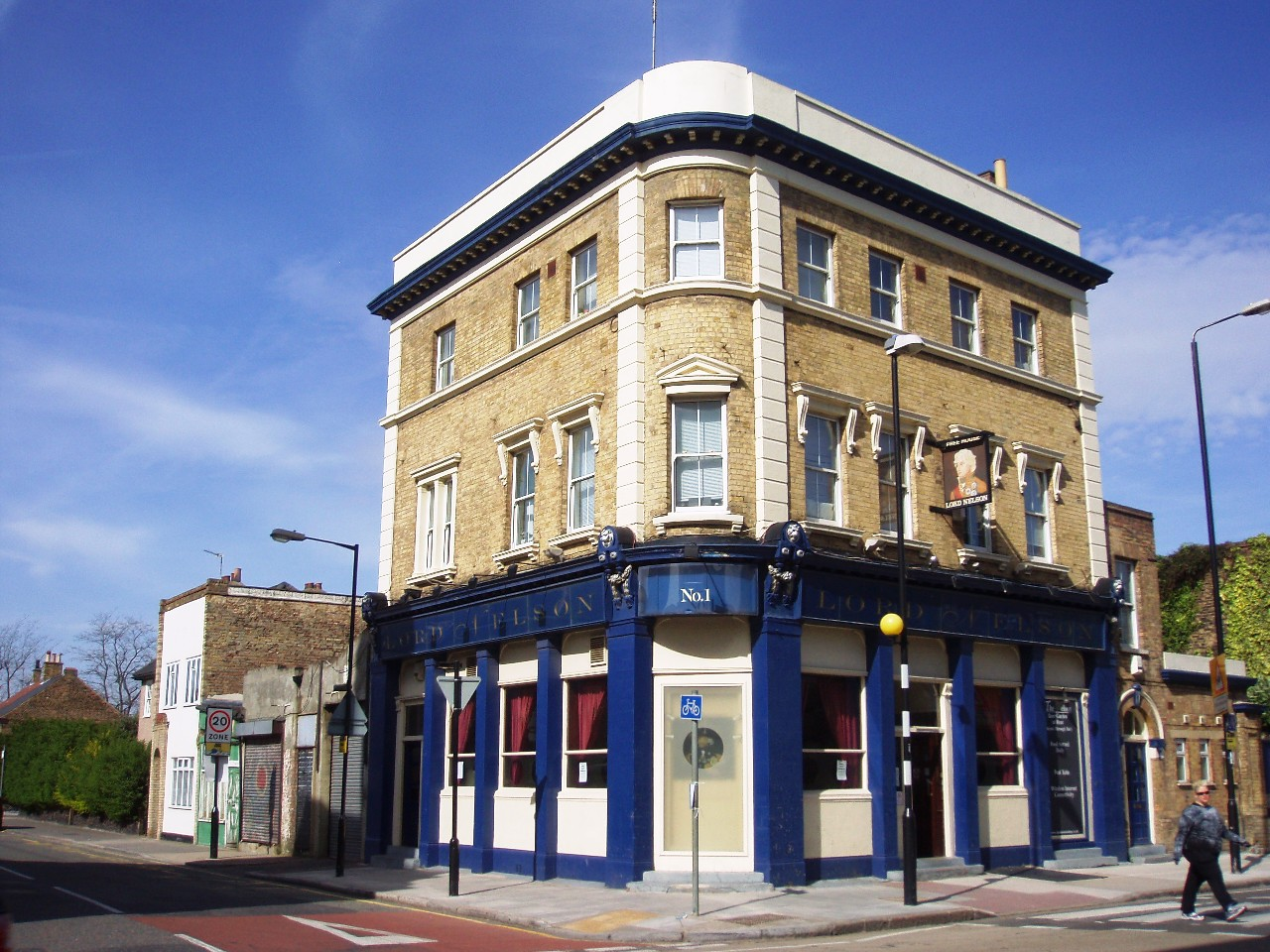
De 1886-1890, Millwall Rovers jogou no terreno atrás do pub Lord Nelson (foto em 2008) na Isle of Dogs.

O Millwall mudou-se para um novo estádio, chamado The Den, em New Cross, no ano de 1910. O clube já tinha ocupado quatro locais diferentes nos vinte e cinco anos desde a sua formação, mas a limitação de espaço na Isle Of Dogs fez com que "Os Leões" tivessem que se deslocar para aumentar a sua base de torcedores. O custo estimado da nova sede foi de £ 10.000.
A primeira partida disputada no novo campo foi em 22 de outubro de 1910 contra o clube dominante da Southern League, o Brighton & Hove Albion, com derrota por 1-0.

Entrando na Liga de Futebol (1920-1963)

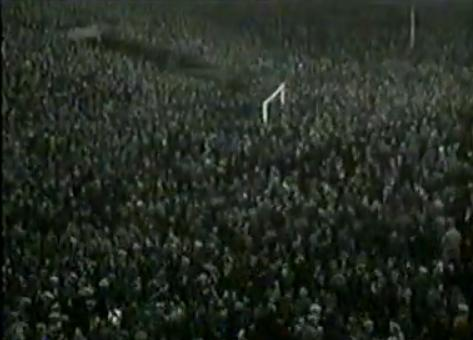
Recorde de 48.762 torcedores celebrando a vitória sobre o Derby County por 2-1 no velho The Den, pela FA Cup de 1937.

O Millwall, já sem o Athletic de seu nome, foi convidado a participar da Football League em 1920, juntamente com outros vinte e dois clubes, através da criação da nova Terceira Divisão. O primeiro jogo na nova Liga foi em 28 de agosto de 1920, no The Den, com vitória por 2-0 contra o Bristol Rovers. "Os Leões" não sofreram nenhuma derrota nos seus primeiros onze jogos em casa nessa temporada.
O Millwall tornou-se conhecido como um time copeiro e competiu em várias partidas memoráveis, nomeadamente ao derrotar o Huddersfield Town (então tricampeão inglês) por 3-1, na terceira rodada da FA Cup de 1927. Na Copa de 1937, em jogo válido pela quinta rodada desta competição contra o Derby County, foi estabelecido o recorde de público do Millwall no The Den, quando 48.762 torcedores estiveram presentes.
Uma das maiores zebras da FA Cup veio na quarta rodada de 1957 em 26 de janeiro, quando os Leões venceram o Newcastle United por 2-1, perante uma multidão de 45.646 torcedores, num momento em que a equipe de New Cross estava nas últimas posições da Terceira Divisão.
O Millwall foi o décimo clube em público na Inglaterra nos anos pré-guerra, apesar de rebaixado para a Terceira Divisão na maioria dos anos da década de 1930. Apenas um outro clube ostentava um saldo bancário superior na Inglaterra, e depois de contratar jogadores de nível de seleção e propor planos para melhorar o The Den, os Leões eram fortes candidatos a chegar à Primeira Divisão no final da década. Em uma semana da temporada 1939-1940, a Segunda Guerra Mundial estourou e o Millwall acabou não conseguindo o seu objetivo.
Em 7 de abril de 1945, o Millwall chegou a Wembley numa final contra o Chelsea, mas como era um jogo em época de guerra, este não é reconhecido no livro dos recordes. Com a guerra na Europa em seus últimos dias, houve um relaxamento no controle do número de espectadores para assistir jogos permitidos. O comparecimento foi de 90.000 torcedores (a maior multidão para a qual o Millwall já jogou), incluindo o rei George VI na plateia, a quem a equipe homenageou antes do pontapé inicial.
A perda de tantos jovens durante a Segunda Guerra Mundial tornou difícil para os clubes manterem o seu status anterior. Isso era especialmente verdadeiro para o Millwall, que pareceu sofrer mais do que a maioria. Após ser um dos maiores clubes do país antes da guerra, o Millwall caiu muito de produção depois.
Seu estádio foi bombardeado em 19 de abril de 1943, durante Blitz de aviões alemães e uma semana depois sofreu um incêndio, identificado como tendo sido causado por um cigarro descartado, que também destruiu um quiosque inteiro. O clube aceitou ofertas dos vizinhos Charlton Athletic, Crystal Palace e West Ham United para mandar seus jogos.
Em 24 de fevereiro de 1944, retornou ao The Den, para jogar em um estádio com o público totalmente em pé. Isto foi conseguido, em parte, com o trabalho voluntário considerável de seus torcedores.
Durante os anos 1950 e 1960 o Millwall acabou rebaixado e tornou-se um membro fundador da Quarta Divisão. Esta foi a primeira vez em sua história que competiu na quarta divisão do futebol Inglês, onde permaneceu por quatro temporadas, até 1962, retornando para uma única temporada em 1964-65.

## Rivalidades
Millwall versus West Ham, ou East London Derby, é o clássico de maior rivalidade para os torcedores do Millwall, tidos como excessivamente temperamentais, com longo histórico de conflitos. Trata-se de clubes geograficamente próximos, ambos com reduto em bairros operários e não-turísticos da capital inglesa, com origens em trabalhadores portuários - as rixas ter-se-iam originado quando membros do Millwall não aderiram a uma greve. Embora o rival tenha mais expressão e fama, os azuis têm melhor retrospecto no clássico, com 38 vitórias do Millwall e 34 derrotas em 99 dérbis realizados até 2017. O clube tem superioridade também em encontros com outros vizinhos mais assíduos na elite, casos de Charlton Athletic (41 vitórias contra 25 derrotas) e Crystal Palace (50 contra 45).

## Títulos
| Nacionais | Nacionais                             | Nacionais | Nacionais  |
|           | Competição                            | Títulos   | Temporadas |
| --------- | ------------------------------------- | --------- | ---------- |
|           | Campeonato Inglês - 2ª Divisão Acesso | 1         | 1987-88    |
|           | Campeonato Inglês - 3ª Divisão Acesso | 1         | 2000-01    |
|           | Campeonato Inglês - 4ª Divisão Acesso | 1         | 1961-62    |

## Campanhas de destaque
FA Cup
Vice-campeão: 2004.
 Campeonato Inglês - 1ª Divisão
Décimo lugar: 1989.

## Sumário das temporadas (1928-29 – 2019-20)
- Primeira Divisão: 2 temporadas
- Segunda Divisão: 43 temporadas
- Terceira Divisão: 43 temporadas
- Quarta Divisão: 5 temporadas